# (5364) 1980 RC1
(5364) 1980 RC1 (1980 RC1, 1986 CA2) — астероїд головного поясу.
Тіссеранів параметр щодо Юпітера — 3.462.